# Józef Sawczuk
Józef Sawczuk (ur. 22 listopada 1926 w Warszawie, zm. 30 maja 1990 w Warszawie) – polski oficer Korpusu Bezpieczeństwa Wewnętrznego, Wojsk Ochrony Pogranicza oraz Wojsk Obrony Powietrznej Kraju, pułkownik ludowego Wojska Polskiego, komendant Oficerskiej Szkoły WOP (1967-1970), komendant Centralnego Ośrodka Szkolenia Wojsk Wewnętrznych (1970-1972).

## Życiorys
Syn Stanisława, urodził się w rodzinie robotniczej, ojciec zmarł w niewoli w 1940 roku.
W 1940 ukończył Szkołę Podstawową (7 klas) w Warszawie. Następnie uczęszczał do Gimnazjum Handlowego, a w 1948 roku ukończył Liceum Ogólnokształcące w Legnicy.
W dniu 28 kwietnia 1948 roku zawarł związek małżeński z Irmą z domu Dembowska, z którą miał syna.
W dniu 22 listopada 1944 roku wstąpił do ludowego Wojska Polskiego jako ochotnik. Przeszedł przeszkolenie i w grudniu 1945 roku ukończył Oficerską Szkołę Korpusu Bezpieczeństwa Wewnętrznego w Legnicy. W latach 1957–1960 studiował w Akademii Sztabu Generalnego WP w Rembertowie, którą ukończył z tytułem oficera dyplomowanego.
Przebieg jego służby wojskowej związany był od samego początku z wojskami KBW, które został w 1965 roku przekształcone w Wojska Obrony Wewnętrznej. Pełnił kolejno obowiązki służbowe:
- szefa kancelarii Wydziału Wyszkolenia (w stopniu kapitana)
- wykładowcy Wydziały Strzeleckiego w Oficerskiej Szkoły KBW (w stopniu majora)
- zastępcy szefa Oddziału IV w Dowództwie KBW w Warszawie (w stopniu pułkownika)
- oficera do zadań specjalnych przy Dowódcy Wojsk Wewnętrznych
- szefa sztabu 11 Dolnośląskiego Pułku KBW (1960-1962)
- zastępcy komendanta Ośrodka Szkolenia KBW (od 1962)

W czerwcu 1967 roku został przeniesiony do Wojsk Ochrony Pogranicza i wyznaczony na stanowisko Komendanta Oficerskiej Szkoły WOP. Obowiązki te pełnił do dnia 30 września 1970 roku.
W latach 1970–1972 był komendantem Centralnego Ośrodka Szkolenia Wojsk Wewnętrznych (sformowanego na bazie Oficerskiej Szkoły WOP). W 1972 został przeniesiony do Dowództwa Wojska Obrony Powietrznej Kraju na stanowisko szefa Oddziału, które pełnił do chwili zwolnienia z zawodowej służby wojskowej i przejścia w stan spoczynku w dniu 26 października 1988 roku. Pochowany na cmentarzu Powązki Wojskowe w Warszawie (kwatera A12-8-26).

## Odznaczenia
- Krzyż Komandorski Orderu Odrodzenia Polski (4 września 1986)
- Krzyż Oficerski Orderu Odrodzenia Polski
- Złoty Krzyż Zasługi
- Srebrny Krzyż Zasługi
- Medal 10-lecia Polski Ludowej
- Medal 30-lecia Polski Ludowej
- Medal 40-lecia Polski Ludowej
- Złoty Medal „Siły Zbrojne w Służbie Ojczyzny”
- Srebrny Medal „Siły Zbrojne w Służbie Ojczyzny”
- Brązowy Medal „Siły Zbrojne w Służbie Ojczyzny”
- Złoty Medal „Za zasługi dla obronności kraju”
- Srebrny Medal „Za zasługi dla obronności kraju”
- Brązowy Medal „Za zasługi dla obronności kraju”
- inne medale resortowe i odznaki jubileuszowe